# Roseto Valfortore
Roseto Valfortore er en by i Apulien, Italien med 993 (2023) indbyggere.